# Leporinus friderici
Leporinus friderici es una especie de pez de agua dulce del género Leporinus, de la familia Anostomidae. Se distribuye en aguas cálidas y templado-cálidas del norte de Sudamérica. Esta especie alcanza una longitud total de 40 cm, y un peso de 1,5 kg.

## Distribución y hábitat
Este pez se distribuye en el norte de América del Sur, en la cuenca del Amazonas (y septentrionales atlánticas) en Brasil, las Guayanas, Trinidad y Tobago y Venezuela. También fue registrado de manera dudosa en la cuenca del Plata, en la Argentina sobre la base de un ejemplar colectado por Alcide d'Orbigny en el año 1829, conservado en alcohol con el código MNHN A-9796, y numerosos registros del Paraguay.

## Taxonomía
Esta especie fue descrita originalmente en el año 1794 por el médico, naturalista e ictiólogo alemán Marcus Elieser Bloch, bajo el nombre de Salmo friderici.
Etimología
Leporinus viene de la palabra en latín lepus o leporis que significa 'conejo', en referencia a la semejanza de sus dientes con los del lagoformo. 